# Boémia

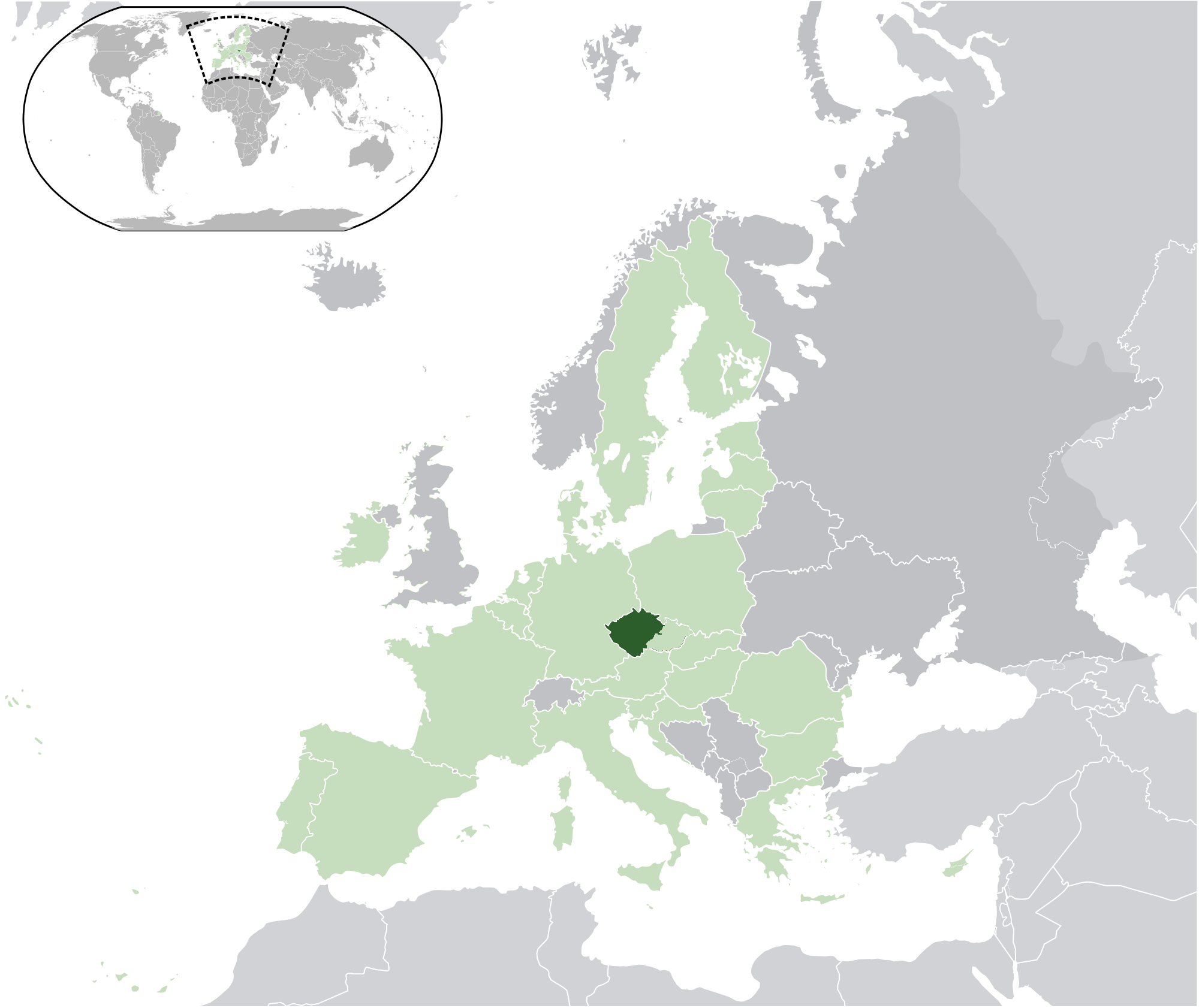
Localização da Boêmia dentro da União Europeia.

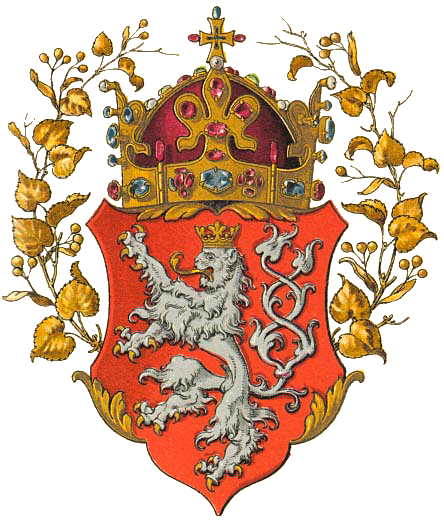
Brasão de armas do Reino da Boémia.

Boémia (português europeu) ou Boêmia (português brasileiro) (Čechy em língua checa, Böhmen em alemão) é uma região histórica da Europa Central. Foi parte do Sacro Império Romano-Germânico, do Império Austríaco e do Império Austro-Húngaro. Após a Segunda Guerra Mundial, passou a ser os terços ocidental e médio da atual Chéquia (Tchéquia).

## Geografia
Com uma área de 52 750 km quadrados e 6,25 milhões de habitantes, de um total de 10,3 milhões de checos, a Boémia é limitada pela Alemanha a oeste, a Polónia a nordeste, a província checa da Morávia a leste e a Áustria ao sul. As fronteiras da Boémia decorrem em grande parte ao longo de cordilheiras como a floresta da Boémia, os Montes Metalíferos (Hercínia) ou as Montanhas dos Gigantes como parte das montanhas Sudetos.
É atravessada pelos rios Elba, Moldava e Ohře, tendo também lagoas e lagos. As principais cidades são Praga, Plzeň, Ústí nad Labem, České Budějovice, Liberec, Pardubice e Hradec Králové. O clima é continental temperado. A população concentra-se nas áreas industrializadas e nas planícies férteis.
A agricultura centra-se, principalmente, no cultivo de centeio, cevada, aveia, batatas, pomares, beterraba açucareira, lúpulo e de linho. Atualmente a economia da Boémia baseia-se nas indústrias agroalimentícia, cervejeira, siderúrgica, mecânica, têxtil, química, da cerâmica, do vidro e da madeira. Também têm importância económica a pecuária, a exploração florestal e a mineração de carvão, ferro, zinco, chumbo, prata, urânio, caulino e grafite.
Tem duas estâncias termais: Karlovy Vary e Mariánské Lázně.

## História
O nome Boémia deriva de Boihaemum ou casa dos Boios, povo celta que migrou para esta região no início do século V a.C e permaneceram habitando a Boêmia até o início da Era Cristã, quando aumentou à pressão do Império Romano e a região foi invadida pelas tribos germânicas dos marcomanos, vindos do oeste. 
Após a saída dos marcomanos, as tribos eslavas povoaram a região. Já no começo do século VI, tiveram que expulsar turíngios e longobardos, tribos germânicas que em suas migrações, também chegaram a habitar o território da Boêmia. Houve algumas áreas que no entanto, eslavos e germânicos conviveram durante certo tempo. No final do século VI, os germânicos já haviam sido assimilados pelos eslavos ou imigrado para outras regiões. 
No início do século XV, nas Guerras Hussitas, a luta para impor o protestantismo ao país, fez nascer uma forte consciência nacional. Em 1526, o trono passou para às mãos dos reis austríacos Habsburgo e, durante os três séculos seguintes, as terras checas perderam a independência. O estado independente nasceu após a Primeira Guerra Mundial (28 de outubro de 1918). A Boêmia passou a fazer parte da Tchecoslováquia até 1993, data da constituição da República Checa e da República Eslovaca. Na língua checa não há distinção entre os adjetivos "boémio" e "checo." 